# Dieter Kottysch
Dieter Kottysch (Gliwice, 30 giugno 1943 – Amburgo, 9 aprile 2017) è stato un pugile tedesco.

## Palmarès

### Olimpiadi
- 1 medaglia:
  - 1 oro (Monaco di Baviera 1972 nei pesi superwelter)